# モン・シロ
「モン・シロ」は、岡村靖幸の23枚目のシングル。
2004年5月19日にDef Jam Japanから発売された。

## 概要
前作から3年振りの移籍第一弾シングル。
約9年振りのアルバム「Me-imi」からの先行シングル。

## 収録曲
全曲 作詞・作曲・編曲：岡村靖幸
1. モン・シロ
2. 未完成
3. セッション（@ZEPP TOKYO）
4. モン・シロ（Instrumental）